# Peter Neumann (Basketballfunktionär)
Peter Neumann (* 6. Februar 1957; † 2. Februar 2022) war ein deutscher Basketballfunktionär.

## Leben
Neumann war beim Verein Rot-Weiss Cuxhaven an der Umsetzung des Mitte der 1990er Jahre erdachten Vorhabens „Basketball 2000“ beteiligt, das 2004 im Aufstieg in die 2. Basketball-Bundesliga mündete. Von 2004 bis 2015 war er Manager des Basketball-Zweitligisten Cuxhaven BasCats und Geschäftsführer dessen Betreibergesellschaft Cuxhaven BasCats Marketing GmbH.
In seine Amtszeit fiel der sportliche Aufstieg in die Basketball-Bundesliga im Jahr 2008. Auf die Stellung eines Lizenzantrags für die höchste deutsche Spielklasse verzichtete Cuxhaven unter Neumanns Leitung, da weder eine geeignete Heimspielstätte noch die notwendigen Geldmittel vorhanden waren. 2010 wurde die Mannschaft wieder ProA-Vizemeister, beantragte aber erneut kein Bundesliga-Teilnahmerecht. Im Laufe seiner Tätigkeit als „Macher“ der Cuxhavener Profimannschaft stand Neumann für den Betrieb in der 2. Bundesliga ProA ein zusehends kleinerer Finanzrahmen zur Verfügung, während die Anforderungen der Liga stiegen. Im Mai 2015 erhielten die Cuxhaven BasCats keine Spielerlaubnis für die 2. Bundesliga ProA und ebenfalls nicht für die drittklassige 2. Bundesliga ProB. Die Mannschaft wurde aufgelöst und gegen die von Neumann vertretene Betreibergesellschaft im Juli 2015 ein Insolvenzverfahren eingeleitet.
Zusätzlich zu seiner Tätigkeit für die BasCats war er beruflich unter anderem im Bereich Abfallverwertung sowie vor seinem Wechsel in den Sport in der Wirtschaftsförderung für die Stadt Cuxhaven tätig. Nach dem Ende seiner Arbeit bei der Cuxhaven BasCats Marketing GmbH war Neumann in der Energiewirtschaft beschäftigt.